# Odznaka „Sprawny do Pracy i Obrony”
Odznaka „Sprawny do Pracy i Obrony” („SPO”) – polskie odznaczenie resortowe ustanowione uchwałą Rady Ministrów z 17 kwietnia 1950, a wycofane 16 maja 1958.

## Opis
Odznaka „Sprawny do Pracy i Obrony” została ustanowiona dla podkreślenia poważnej roli wychowania fizycznego i sportu w podnoszeniu stanu zdrowotności oraz dla zapewnienia wszechstronnego rozwoju fizycznego Obywateli i przygotowania ich do wydajnej pracy i obrony Ludowej Ojczyzny. W zamierzeniu odznaka SPO miała stanowić wyraz osiągniętej sprawności fizycznej w ramach wszechstronnego i powszechnego wychowania fizycznego.
Zgodnie z ww. uchwałą RM Główny Komitet Kultury Fizycznej był zobowiązany do ustalenia regulaminu odznaki i sprawował nadzór nad całokształtem działalności dotyczącej odznaki.

## Stopnie
- 1. Stopień dziecięcy – dla wieku od 11 do 14 lat
- 2. Stopień młodzieżowy – dla wieku od 15 do 18 lat (1950-1952), od 15 do 16 lat (od 1952)
- 3. Stopień I – dla wieku od lat 19 (1950-1952), od 17 lat (od 1952)
- 4. Stopień II – po uzyskaniu stopnia I (1950-1952), od 17 lat (od 1952)